# 칭다오 항공
칭다오 항공(영어: Qingdao Airlines, 중국어: 青岛航空)은 2014년 4월 26일 운항을 개시한  중국의 항공사로 칭다오 류팅 국제공항을 주요 허브 공항으로 사용하고 있다.

## 역사
산동성에 본사를 두었고, 2013년 5월 옌타이에 기반을 둔 난샨 그룹이 중국민용항공국(CAAC)에 항공사 설립 신청을 제출했다. 2013년 해당 달과 6월 사이에 CAAC의 승인을 받아 칭다오 항공이 발족했다.

## 기업 정보
당초 이 항공사는 난산그룹(55%), 칭다오교통개발그룹(QTDG)(25%), 산둥항공(20%)이 소유했다. 칭다오 항공의 초기 자본금은 10억 위안(1억6100만 달러)이었다. 2015년 7월 산둥항공은 난산그룹의 자회사로 지분을 양도하였으며, 2015년 8월 현재 QTDG가 보유한 지분 25%를 완전 사적으로 전환하기 위해 매각할 계획이다. 칭다오항공은 2015년 11월부터 난산그룹이 전 소유했다. 2014년 4월, 송주웬은 항공사 사장을 맡고 있다. 항공사 본사는 칭다오시 청양구에 있다.

## 운항 노선
- 2019년 7월 기준으로 칭다오 항공은 다음과 같이 운항하고 있다.[5]

## 보유 기종
- 2020년 10월 기준으로 칭다오 항공은 다음과 같이 보유하고 있다.[10][11]

2013년 9월, 에어버스 A320계열 5대, A320neo 계열 18대의 주문이 USD 25억 달러 협상가로 발주되었다. 캐리어는 첫 번째 항공기로 단계적으로 에어버스 A320 152인승을 2014년 4월초에 주문하여, 2018년 10월에 최초로 A320neo 두 대를 소유하게 되었다. 칭다오 항공은 2020년까지 60여 기로 항공기를 확대할 계획이다.